# サム・スペード
サム・スペード（Sam Spade）は、ダシール・ハメットの長編小説『マルタの鷹』と3つの短編に登場する架空の私立探偵。レイモンド・チャンドラーのフィリップ・マーロウと並んでハードボイルド派探偵の代表的キャラクターに挙げられる。

## 描写
ダシール・ハメットは小説『マルタの鷹』で初めてサム・スペードを登場させた。同作中では身長は6フィート（183センチ）以上あり、体重185ポンド（84キロ）、胸の厚さと肩幅が同じくらいで逆円錐形の体格、灰色の目と濃い眉、尖った顎が3つのVの字を描き、金髪の悪魔を思わせる容姿、と描写されている。特に名前の発表と明確な容貌の表現は小説1ページ目の書き出しになっており、これはハメットのそれまでの作品で主人公を務めたコンチネンタル・オプが本名や顔立ちが敢えて伏せられていたキャラクターであったこととは対照的である。
サンフランシスコでマイルズ・アーチャーという相棒と「スペード・アンド・アーチャー」という探偵事務所を構えていたが、『マルタの鷹』でアーチャーは殺害され、「サム・スペード」と看板を書き換えさせている。なお、アーチャーのことは"son of a ―"だったと当時の出版倫理では活字化不可能だった卑語で評している。
アーチャーの妻とは不義の関係にあり、そのため警察にもアーチャーの殺害容疑をかけられた。秘書のエフィ・ペリンにもしばしば焼きもちをやかれているという描写がある。
ハメットはスペードについて次のように述べている。
| 「 | スペードにはモデルはいない。彼は私が一緒に働いていた私立探偵の多くがこうでありたいと願い、時にうぬぼれて少しは近づけたと思い込んだという意味で、夢に描いた男なのである。私立探偵（少なくとも私の10年前の同僚たち）はシャーロック・ホームズのように謎を博識ぶって解こうとはしたがらない。彼はいかなる状況も身をもってくぐり抜け、犯罪者であろうと無実の傍観者であろうと、はたまた依頼人であろうと、関わりを持った相手に打ち勝つことの出来る強靭な策士であろうと望んでいる男なのである。 | 」 |

作者ハメットの本名「サミュエル」の愛称としても使われる名「サム」が与えられている点も、こうした「夢」の表現の一部であろう。

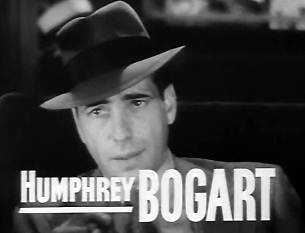
1941年公開の映画でスペードを演じたハンフリー・ボガート（写真は1939年）

## 登場作品
（）中は英語版原題
- 長編
  - 『マルタの鷹』（The Maltese Falcon）（1930年）
- 短編
  - 「赤い灯」（Too Many Have Lived）
  - 「二度は吊るせない」（They Can Only Hang you Once）
  - 「スペードという男」（A Man Called Spade）
    - すべて1932年
- 未完作
  - "A Knife will Cut for anybody"（全6ページ。2013年）

## 演じた俳優
スペード役としては映画『マルタの鷹（1941年版）』で演じたハンフリー・ボガートが最も有名であり、彼は新たなハードボイルド探偵という分野を確立するためのイメージ作りに大きく貢献した。アメリカン・フィルム・インスティチュート（AFI）が企画した「AFIアメリカ映画100年シリーズ」の『アメリカ映画の名セリフベスト100』では、彼の「The stuff that dreams are made of」（「夢が詰まってるのさ」）というエンディングでの有名な台詞は14位にランク入りしている。
2024年のドラマ『Monsieur Spade』にてクライグ・オーウェンが演じた。1963年を舞台とし、南フランスで引退生活を送っていたスペードが旧敵帰還の噂により再び復活する。